# Chitulia stricticollis
Chitulia stricticollis  — отруйна змія з роду Chitulia родини Аспідові. Інші назви: «вузькогорла морська змія», «коміркова морська змія».

## Опис
Загальна довжина коливається від 80 см до 1,05 м спостерігається статевий диморфізм — самці більші за самиць. Голова маленька голова, шия тонка. Позаду отруйних іклів на верхній щелепі присутні 8—11 зубів. Тулуб довгий, спереду тонкий, ззаду у 2,5—3 рази товще, ніж у передній частині, стисле з боків. Хвіст плаский. Луска слабко кілевата, має чотирикутну або шестикутну форму. Навколо шиї тягнеться 34—41 рядків луски, 45—55 рядків — посередині тулуба. Черевних щитків 374–452, вони нерозділені, мають по 2 кіля, підхвостових щитків — 53.
Голова чорного або оливкового забарвлення з жовтою плямою по морді та з боків. Спина сірувато-оливкового кольору з 45—65 темними смугами, які з віком зникають. Черево жовте.

## Спосіб життя
Полюбляє мілину, лимани. Усе життя проводить у воді. Активна вночі. Харчується рибою.
Отрута досить потужна и небезпечна для людини.
Це яйцеживородна змія. Самиця народжує 2—3 дитинчати.

## Розповсюдження
Мешкає біля берегів Індії, о.Шрі-Ланка, Бангладеш, М'янми.